# سعادة باعوادين (المحفد)

تعديل مصدري - تعديل

سعادة باعوادين هي إحدى قرى عزلة المحفد بمديرية المحفد التابعة لمحافظة أبين، بلغ تعداد سكانها 63 نسمة حسب تعداد اليمن لعام 2004.